# C'è un posto in Italia
C'è un posto in Italia è un documentario del 2005 di Corso Salani sulle elezioni regionali 2005 in Puglia e sulla vittoria di Nichi Vendola, un evento sul quale è stato realizzato anche un altro documentario, diretto da Gianluca Arcopinto, Nichi.
È stato presentato al Torino Film Festival 2005 e al RomaDocFest 2006.